# 駅前の歩き方
『駅前の歩き方』（えきまえのあるきかた）は、森田信吾による日本の漫画作品。1999年から2005年にかけて『モーニング』、『別冊モーニング』（共に講談社）にて不定期連載された。
全8話。単行本は2005年に全1巻で刊行され、2011年には新作エピソードを加筆した新装版が『駅前グルメの歩き方』の題で出版された。

## 概要
日本各地を取材旅行で廻る小説家・花房徹と担当編集者の加藤が、取材の合間に立ち寄った店で食事をする様を描くグルメ漫画。中でも、郷土料理や観光食とは違う、地元の人が日常に食べる料理「常食」をテーマにしている。食材の説明等の料理の薀蓄を述べるだけではなく、そこで出会った人たちとの触れ合いを綴っているのが特徴。
ご当地グルメ・B級グルメの概念がまだ一般的でなかった2000年代初頭に、各地のローカルフードに注目した先駆け的作品として紹介されることもある。

### 扱った常食
1. 長野県伊那市のローメン （モーニング、1999年8号）
2. 静岡県静岡市のかき揚げソバ （モーニング、1999年20号）
3. 秋田県秋田市のババヘラアイス （モーニング、1999年36・37合併号）
4. 群馬県大泉町のブラジル料理 （モーニング、1999年47号）
5. 静岡県富士宮市の焼きそば （モーニング、2003年15号）
6. 長崎県長崎市のトルコライス （別冊モーニングvol.2、2004年）
7. 埼玉県行田市のふらい&ゼリーフライ （別冊モーニングvol.3、2004年）
8. 大阪府大阪市の夫婦善哉 （別冊モーニングvol.4、2005年）
9. 埼玉県小鹿野町の岩茸寿司 （新装版書下ろし）

## 主な登場人物
花房 徹（はなぶさ とおる）
若手の人気小説家。取材の為に日本各地を飛び回り、各地の常食を食らう。
加藤（かとう）
花房の担当編集者。
平賀 愛子（ひらが あいこ）
花房の妻。翻訳家。花房のデリカシーの無さに嫌気が差し、長年別居している。

## 単行本
いずれも全1巻。
駅前の歩き方
モーニングKC（講談社）、2005年2月23日発売、ISBN 978-4063724158
駅前の歩き方―常食グルメ
SHUEISHA HOME REMIX（集英社）、2008年2月発売、ISBN 978-4834242843
2005年に発売されたモーニングKC版の再録。
地方食ぶらり旅 駅前グルメの歩き方
KCデラックス（講談社）、2011年5月23日発売、ISBN 978-4063760668
書下ろしの新作エピソードに加え、森田信吾のインタビューを掲載した新装版。
ババヘラアイスを扱った第3話のサブタイトルは「おばあさんの露店販売アイス」に改題され、漫画作中でもババヘラの名称が出る台詞は修正されている。